# Georgi Atanassow (Komponist)

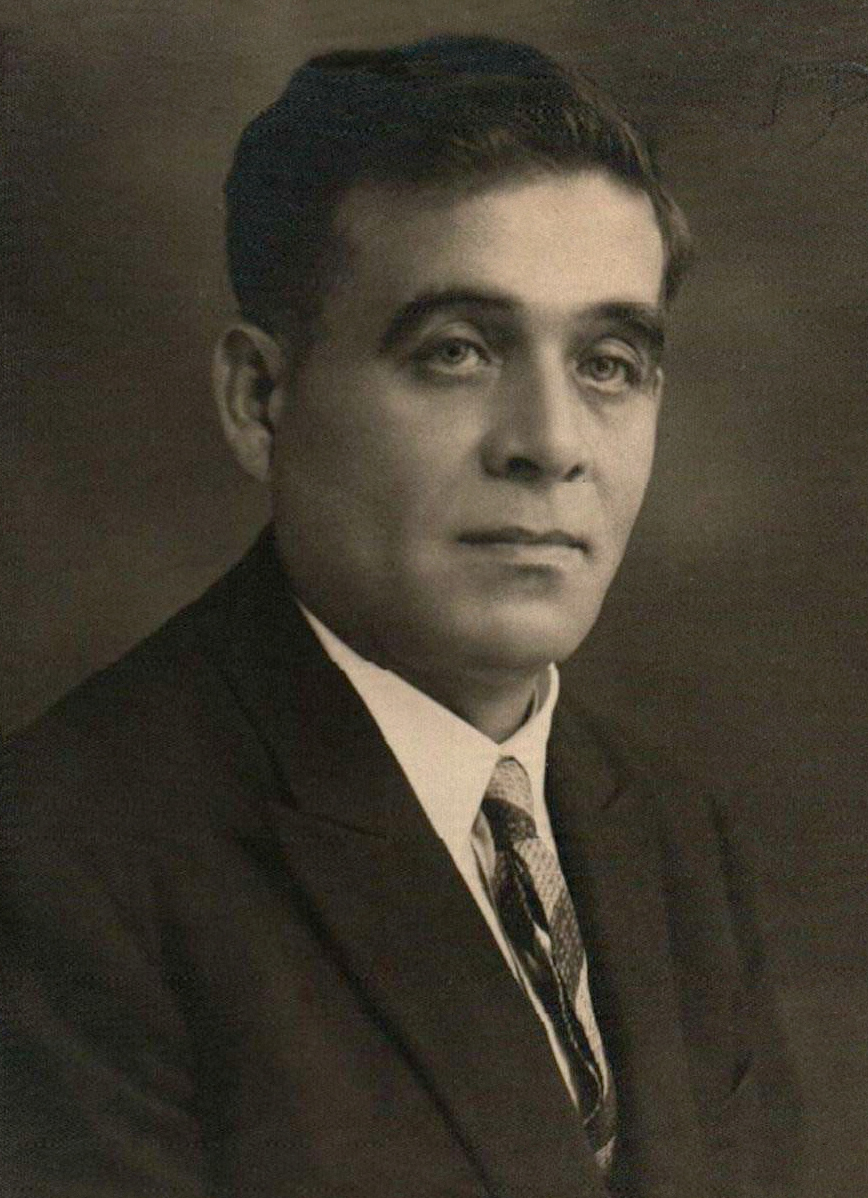
Georgi Atanassow

Georgi Atanassow, bürgerlich Georgi Atanassow Georgiew (bulgarisch Георги Атанасов; * 18. Mai 1882 in Plowdiw; † 17. November 1931 am Gardasee in Italien) war ein bulgarischer Komponist und Dirigent.

## Leben
Zunächst Autodidakt besuchte Atanassow 3 Jahre lang die Musikschule in Bukarest und wurde Posaunist im dortigen Opernorchester. Dann studierte er von 1901 bis 1903 bei Mascagni am Konservatorium im italienischen Pesaro. 1903 Rückkehr nach Sofia, wo er als Militärkomponist und Dirigent von Opernaufführungen tätig war. Er gilt als Pionier der bulgarischen Opernmusik, ab 1916 führte Atanassow Georgi in Konzert-Serien die Werke der Wiener Klassik in Sofia ein und schuf neben sechs Opern und vier Kinderoperetten auch Märsche, Chorlieder und weitere Musikstücke. Die Melodik seiner Arbeiten orientiert sich an der bulgarischen Folklore. 1931 ging er in ein Sanatorium nach Italien. Atanassow ist der fruchtbarste und bedeutendste bulgarische Opernkomponist des frühen 20. Jahrhunderts. Seit 2017 ist der Atanasov Ridge auf der antarktischen Alexander-I.-Insel nach ihm benannt.

## Werke (Auswahl)
- Борисла, Oper, 1911 (Borislav)
- Гергана, Oper, 1916 (Gergana)
- Запустялата воденица, Oper, 1922 (Die verlassene Mühle)
- Цвета, Oper, 1924 (Zweta)
- Косара, Oper, 1926 (Kossara)
- Алцек, Oper, 1930, (Alzek)